# Puchar Australii i Nowej Zelandii w narciarstwie alpejskim mężczyzn 2015
Puchar Australii i Nowej Zelandii w narciarstwie alpejskim mężczyzn w sezonie 2015 był kolejną edycją tego cyklu. Pierwsze zawody odbyły się 22 sierpnia 2015 roku w australijskim Perisher, a ostatnie zostały rozegrane 2 września 2015 roku w nowozelandzkim Coronet Peak.
Zwycięstwo zdobyte w Klasyfikacji Generalnej w ubiegłym sezonie obronił Słowak Adam Žampa.

## Podium zawodów

### Indywidualnie
| Lp. | Data             | Miejscowość  | Dyscyplina | 1. Miejsce               | 2. Miejsce    | 3. Miejsce    |
| --- | ---------------- | ------------ | ---------- | ------------------------ | ------------- | ------------- |
| 1.  | 22 sierpnia 2015 | Perisher     | Slalom     | Robby Kelley             | Marc Gini     | Adam Žampa    |
| 2.  | 23 sierpnia 2015 | Perisher     | Slalom     | Adam Žampa               | Willis Feasey | Roberto Nani  |
| 3.  | 24 sierpnia 2015 | Perisher     | Gigant     | Adam Žampa               | Andreas Žampa | Joel Müller   |
| 4.  | 29 sierpnia 2015 | Coronet Peak | Slalom     | Adam Žampa               | Marco Schwarz | Marc Gini     |
| 5.  | 30 sierpnia 2015 | Coronet Peak | Gigant     | Adam Žampa               | Manuel Feller | Brennan Rubie |
| 6.  | 1 września 2015  | Coronet Peak | Slalom     | Marco Schwarz            | Manuel Feller | Marc Gini     |
| 7.  | 2 września 2015  | Coronet Peak | Gigant     | Christian Hirschbuehl    | Andreas Žampa | Willis Feasey |
| 8.  | 2 września 2015  | Coronet Peak | Gigant     | Adam Žampa Manuel Feller | –             | Willis Feasey |

## Klasyfikacja generalna (po 8 z 8 konkurencji)
| Lp. | Zawodnik              | Punkty |
| --- | --------------------- | ------ |
| 1.  | Adam Žampa            | 560    |
| 2.  | Manuel Feller         | 350    |
| 3.  | Andreas Žampa         | 304    |
| 4.  | Christian Hirschbuehl | 235    |
| 5.  | Marc Gini             | 209    |
| 6.  | Adam Barwood          | 206    |
| 7.  | Marco Tumler          | 204    |
| 8.  | Willis Feasey         | 200    |
| 9.  | Stefano Baruffaldi    | 195    |
| 10. | Marco Schwarz         | 180    |
| 11. | Joel Müller           | 179    |
| 12. | Erik Read             | 167    |
| 13. | Anthony Bonvin        | 147    |
| 14. | Robby Kelley          | 124    |
| 15. | William St-Germain    | 109    |
| 16. | Bobby Moyer           | 100    |
| 17. | Michael Matt          | 90     |
| 18. | Roberto Nani          | 89     |
| 19. | Nick Prebble          | 87     |
| 19. | Hig Roberts           | 87     |
| 21. | Pietro Franceschetti  | 85     |
| 22. | Alec Scott            | 77     |
| 23. | Michał Jasiczek       | 76     |
| 24. | Dominic Demschar      | 72     |
| 25. | Simon Steimle         | 71     |
| 26. | Nicholas Iliano       | 69     |
| 26. | Andrea Testa          | 69     |
| 28. | Ross Peraudo          | 68     |
| 29. | Mark Engel            | 66     |
| 30. | Brian McLaughlin      | 61     |
| ... |                       |        |
| 53. | Jędrzej Jasiczek      | 15     |

### Slalom (po 4 z 4 konkurencji)
| Miejsce | Zawodnik              | Punkty |
| ------- | --------------------- | ------ |
| 1.      | Adam Žampa            | 260    |
| 2.      | Marc Gini             | 209    |
| 3.      | Marco Schwarz         | 180    |
| 4.      | Manuel Feller         | 170    |
| 5.      | Robby Kelley          | 124    |
| 6.      | Marco Tumler          | 121    |
| 7.      | Anthony Bonvin        | 111    |
| 8.      | Adam Barwood          | 105    |
| 9.      | Roberto Nani          | 89     |
| 10.     | Christian Hirschbuehl | 85     |
| ...     |                       |        |
| 12.     | Michał Jasiczek       | 76     |
| 34.     | Jędrzej Jasiczek      | 15     |

### Gigant (po 4 z 4 konkurencji)
| Miejsce | Zawodnik              | Punkty |
| ------- | --------------------- | ------ |
| 1.      | Adam Žampa            | 300    |
| 2.      | Andreas Žampa         | 242    |
| 3.      | Manuel Feller         | 180    |
| 4.      | Christian Hirschbuehl | 150    |
| 5.      | Joel Müller           | 134    |
| 6.      | Stefano Baruffaldi    | 122    |
| 7.      | Willis Feasey         | 120    |
| 8.      | Adam Barwood          | 101    |
| 9.      | Erik Read             | 91     |
| 10.     | Nick Prebble          | 87     |